# Palimbang
Palimbang (Bayan ng Palimbang) är en kommun i Filippinerna. Kommunen ligger på ön Mindanao, och tillhör provinsen Sultan Kudarat. Folkmängden uppgår till 43 742 invånare.

## Barangayer
Palimbang är indelat i 40 barangayer.
| - Akol - Badiangon - Baliango - Balwan (Bulan) - Bambanen - Baranayan - Barongis - Batang-baglas - Butril - Colobe (Tagadtal) - Datu Maguiales - Domolol - Kabuling - Kalibuhan | - Kanipaan - Kidayan - Kiponget - Kisek - Kraan - Kulong-kulong - Langali - Libua - Ligao - Lopoken (Lepolon) - Lumitan - Maganao - Maguid | - Malatuneng (Malatunol) - Malisbong - Medol - Milbuk - Mina - Molon - Namat Masla - Napnapon - Poblacion - San Roque - Tibuhol (East Badiangon) - Wal - Wasag |